# New Hope (Minnesota)
New Hope – miasto w Stanach Zjednoczonych, w stanie Minnesota, w hrabstwie Hennepin.